# Ҷ
La Ҷ, minuscolo ҷ, è una lettera dell'alfabeto cirillico usata nella versione cirillica modificata per la lingua tagica. Rappresenta la consonante /ʤ/. Corrisponde ai diagrafi usati in russo дж o чж o alle lettere џ o җ usate in altre versioni del cirillico.